# گل‌کوب سینه‌زرشکی
گل‌کوب سینه‌زرشکی (نام علمی: Prionochilus percussus) نام یک گونه از سرده گل‌کوب‌های ده‌پر است.